# The Epidemic
The Epidemic è un cortometraggio muto del 1914.  Non si conosce il nome del regista che non viene riportato nei titoli.

## Produzione
Il film - un cortometraggio a una bobina - fu prodotto dalla Essanay Film Manufacturing Company.

## Distribuzione
Fu distribuito dalla General Film Company che lo fece uscire in sala il 24 luglio 1914.